# Pictures of Infinity
Pictures of Infinity (Alternativtitel Outer Spaceways Incorporated) ist ein Jazzalbum von Sun Ra and His Arkestra. Die (laut Erstveröffentlichung) 1968 live in New York City entstandenen Aufnahmen erschienen (angeblich bereits) 1971 als Langspielplatte auf Alan Bates’ Label Black Lion Records. Am 11. Dezember 2017 wurde das Album in klanglich überarbeiteter Form mit fünf weiteren Titeln (aus dem Jahr 1966) als Download wiederveröffentlicht.

## Hintergrund
Als Sun Ra sich 1971 spontan entschied, mit seinem Orchester nach Ägypten zu reisen, verkaufte er an das Label Black Lion einige Konzertbänder, um die Flugtickets bezahlen zu können. Auf den Black-Lion-Ausgaben findet sich der Hinweis, dass das Album 1968 in New York City aufgenommen worden sei. „Spontaneous Simplicity“ sei mit Genehmigung von Saturn Records enthalten. Mittlerweile wird allgemein angenommen, dass das Material teilweise bereits vor 1968 von Sun Ra und seinem Arkestra in New York City eingespielt wurde, wo sich die Band zu dieser Zeit aufhielt. Es gibt auf Pictures of Infinity eine Mischung aus älteren sowie neueren Stücken.
Diese Sammlung von Aufnahmen, die aus mehreren Quellen stammen, sind stilistisch einigermaßen einheitlich, notierte Irwin Chusid in den Liner Notes der Neuausgabe. Das Personal, die Arrangements, die Audioqualität und die Recherchen weisen Chusids Ansicht nach darauf hin, dass die frühesten Aufnahmen an Konzertorten in und um New York etwa 1966 gemacht wurden. Sie stammten möglicherweise aus einer Reihe von College-Tourneen, die Sun Ra mit dem Arkestra zu dieser Zeit im Bundesstaat New York unternahm, während die Band in New York City lebte und größtenteils arbeitete. Mitte der 1960er-Jahre spiegelten die kommerziellen Aufnahmen und Auftritte von Sun Ra neue musikalische Richtungen wider, von denen viele extreme Abweichungen von seinen Jazzansätzen in Chicago (1956–1960) und der frühen New Yorker Phase (1961–1963) darstellten. Daran anschließende Alben wie Other Planes of There (1964),  The Heliocentric Worlds of Sun Ra (Band 1 & 2; 1965), The Magic City (1965), Strange Strings (1966) und Atlantis (1967) gingen schließlich über die Konventionen des strukturierten Materials hinaus, von Beat-getriebenem Jazz bis hin zu herausfordernden Grenzen, so Chusid. Für viele Ohren hätten diese Aufnahmen überhaupt nicht mehr zum Jazz gehört; vielmehr waren sie „draußen“ (outside) – „bahnbrechende musikalische Formen, die Kategorien sprengten“. In Jazzkreisen habe diese Seite von Sun Ra Kontroversen ausgelöst und ihm viele neue Anhänger eingebracht, während er andere verloren hätte.
In dem balladenartigen „The Wind Speaks“ spiegeln die Eröffnungs- und Schlussthemen die Melodie von „Somebody Else’s World“ wider, einer Komposition aus den frühen 1970er-Jahren, die in den späten 1950er-Jahren als „Somebody Else’s Idea“ entstanden war. Dieses Third-Stream-Arrangement enthält ein eindringliches Duett von Sun Ra an der Clavioline und Ronnie Boykins am gestrichenen Bass. „State Street“, das 1960 erstmals aufgenommen und nur selten aufgeführt wurde, erinnert an einen von Sun Ras frühesten musikalischen Auftritten in Chicago in dem Club DeLisa, wo er Ende der 1940er-Jahre noch als Herman „Sonny“ Blount Klavier für das Fletcher Henderson Orchestra spielte. Eine kurze Aufnahme von „We Travel the Spaceways“ schließt das Album ab; auf Tourneen von Sun Ra wurde dieser Titel oft als abgekürzte Coda aufgeführt.

## Editionsgeschichte
Sun Ras Album Pictures of Infinity erschien erstmals 1971 im Vereinigten Königreich auf dem Label Black Lion Records (BLP 30103), in Frankreich auf Bates’ Sublabel Freedom sowie auf dem Major-Label Polygram/Polydor (#2460 106). Als Compact Disc wurde das Album um den Titel „Intergalactic Motion“ erweitert und bei Black Lion (#32JDB-216), in Europa 1993 ebenfalls bei Black Lion #(BLCD 760191), jedoch unter dem Titel Outer Spaceways, Incorporated vertrieben, ebenso die Freedom CD (#741085), die 1998 erschien, als Disc 1 der Dreifach-CD-Edition Calling Planet Earth. Eine bei Intercord (#28 431-5 Z/1-2) vertriebene Ausgabe war betitelt „Black Lion jam session“. 1998 war das Album in der 3-CD-Kompilation Calling Planet Earth enthalten. Die Neuherausgabe enthält fünf weitere Titel aus dem Jahr 1966, verzichtet aber auf den Titel „Intergalactic Motion“.

## Titelliste
- Outer Spaceways Incorporated (Black Lion)[8][9]

1. Somewhere There	15:10
2. Outer Spaceways Incorporated	7:02
3. Intergalactic Motion	8:07
4. Saturn	6:08
5. Song of the Sparer	4:22
6. Spontaneous Simplicity	7:56

Die Kompositionen stammen von Sun Ra. Der Titel „Intergalactic Motion“ ist in den LP-Ausgaben, die allesamt als Pictures of Infinity erschienen, nicht enthalten.

## Rezeption
Lindsay Planer verlieh dem Album in Allmusic dreieinhalb Sterne und schrieb, hier würden auch die etablierten Kompositionen – allen voran die Vollgas-Interpretation von „Saturn“, mit der die Sammlung beginnt –  klanglich ein frisches Gesicht erhalten. Der Tenorsaxophonist John Gilmore sei besonders stark mit seinem makellosen flüssigen Spiel, die melodische, aber hart hüpfende Linien über die solide Rhythmusgruppe laufen lasse. Die bombastische Percussion und der praktisch sadistische Saxophon-und-Trommel-Ansturm in „Somewhere There“ seien ein fast endgültiges Beispiel für die schiere Kraft, über die das Arkestra verfüge. Der „Outer Spaceways Incorporated“-Gesang, der dieses Album abschließt, ähnle anderen Versionen und bleibe ein bejahendes Statement, das eine unausweichlich dissonante Einleitung mit der spielerischen Natur des Mitsingens der Strophen gegenüberstelle.
Nach Ansicht von Irwin Chusid, sind die Aufnahmen dieses Albums größtenteils „inside“ [Jazz]; sie würden zeigen, dass Sun Ra während dieser Zeit seine Jazzwurzeln nicht aufgegeben habe. Diese Titel, von denen viele bereits in seinen Jahren in Chicago und der frühen New Yorker Zeit komponiert worden sind, stellten eine Aktualisierung von Sun Ras frühem Katalog dar, mit einigen neuen Titeln. Das Spiel des Arkestra sei locker, aber strukturiert, und die Solisten bekämen reichlich Gelegenheit von Sun Ra, sich zu entfalten. Man könnte dieses [gegenüber dem Hardbop der Zeit] „härteren Bop“ nennen. Wie bei allen Sun Ra-Aufnahmen gebe es viele Unvollkommenheiten. So seien die Abmischungen alles andere als perfekt ausbalanciert, es träten gelegentliche Verzerrungen und fehlende Performance-Hinweise auf, und Solisten seien nicht immer in der Nähe des Mikrofons. Aber wie schon oft betont, habe eben „Sun Ra nie in einem Dave-Brubeck-Studio mit einem Miles-Davis-Budget aufgenommen“. Das sei „Garagen-Jazz“.
Zu der Freedom-Ausgabe von 1998, bei der das Album mit weiteren Tonträgern zusammengepackt wurde, unterschied Mátyás Kiss in seiner Besprechung für Rondo sehr deutlich die beiden New Yorker Produktionen von 1966 bzw. 1968 vom Live-Mitschnitt Calling Planet Earth aus dem Jahr 1971. Pictures of Infinity (als Outer Spaceways Incorporated) und Spaceways dokumentierten „das Arkestra in seiner New Yorker Inkarnation als eine in den Ensemblepassagen gut aufeinander abgestimmte, in den gänzlich freien Abschnitten hochmotivierte Big Band mit starkem Hang zum Perkussiven, die durch lange, aber inspirierte Klavier- und Schlagzeug-Soli und in dieser gemäßigten Dosierung liebenswert naives Liedgut für Abwechslung sorgt.“